# SeaPort Airlines
SeaPort Airlines es una aerolínea regional estadounidense con sede en el Aeropuerto Internacional de Portland en Portland, Oregón. Opera vuelos regulares desde sus bases de operaciones del Aeropuerto Internacional de Portland (PDX) y el Aeropuerto Internacional de Memphis (MEM). Sus servicios están divididos en dos áreas geográficas distintas (Noroestes y Medio Sur Pacífico) y no hay conexiones entre sus dos bases de operaciones.
SeaPort Airlines opera bajo el código de llamada "Sasquatch."
Wings of Alaska con base en Juneau, Alaska se ocupa de las operaciones en Alaska, desde su fundación en 1982 y compartiendo el mismo certificado al ser parte de SeaPort.

## Flota
SeaPort utiliza una flota de aviones Pilatus PC-12 monomotor de nueve plazas.
Desde el 1 de septiembre de 2010 SeaPort comenzó a utilizar una Cessna Caravan alquilada para operar sus vuelos entre Newport, Oregón y Astoria, Oregón con el Aeropuerto Internacional de Portland. De acuerdo con el consejero financiero de SeaPort Jim Day, la Caravan sin presurizar es mucho menos costosa de operar y necesaria para poder continuar operando vuelos de manera viable a Newport y Astoria después de la conclusión de los subsidios estatales en abril de 2011.

## Destinos
| Ciudad         | Aeropuerto                               | Código IATA    | Notas                   | Referencias    |
| Estados Unidos | Estados Unidos                           | Estados Unidos | Estados Unidos          | Estados Unidos |
| Arkansas       | Arkansas                                 | Arkansas       | Arkansas                | Arkansas       |
| -------------- | ---------------------------------------- | -------------- | ----------------------- | -------------- |
| El Dorado      | Aeropuerto Regional del Sur de Arkansas  | ELD            | Servicio Aéreo Esencial | [ 4 ] [ 5 ]    |
| Harrison       | Aeropuerto del Condado de Boone          | HRO            | Servicio Aéreo Esencial | [ 4 ] [ 5 ]    |
| Hot Springs    | Aeropuerto de Hot Springs Memorial Field | HOT            | Servicio Aéreo Esencial | [ 4 ] [ 5 ]    |
| Jonesboro      | Aeropuerto Municipal de Jonesboro        | JBR            | Servicio Aéreo Esencial | [ 4 ] [ 5 ]    |
| Kansas         |                                          |                |                         |                |
| Salina         | Aeropuerto Municipal de Salina           | SLN            | Servicio Aéreo Esencial |                |
| Misuri         |                                          |                |                         |                |
| Kansas City    | Aeropuerto Internacional de Kansas City  | MCI            |                         |                |
| Oregón         |                                          |                |                         |                |
| Portland       | Aeropuerto Internacional de Portland     | PDX            |                         |                |
| Astoria        | Aeropuerto Regional de Astoria           | AST            |                         |                |
| Newport        | Aeropuerto Municipal de Newport          | ONP            |                         |                |
| Pendleton      | Aeropuerto Regional del Este de Oregón   | PDT            | Servicio Aéreo Esencial | [ 6 ]          |
| Tennessee      |                                          |                |                         |                |
| Memphis        | Aeropuerto Internacional de Memphis      | MEM            |                         |                |
| Washington     |                                          |                |                         |                |
| Seattle        | Boeing Field                             | BFI            |                         |                |